# Kalle (rivier)
De Kalle is een zijrivier van de Wezer, die door Noordrijn-Westfalen loopt. Bij de bron in Lüdenhausen ontspringt de rivier met de naam Osterkalle in de uitlopers van het Weserbergland. Verderop komt de Westerkalle bij de Osterkalle en gaat de rivier verder onder de gezamenlijke naam Kalle.
Bij Vlotho mondt de Kalle uit in de Wezer.

## Westerkalle
De Westerkalle ontspringt zo'n 2 kilometer ten zuiden van Hohenhausen op een hoogte van 190 meter boven NN. De lengte van de Westerkalle is van de bron tot de monding in de Wezer ongeveer 12 kilometer, waar de Osterkalle in totaal 16 kilometer telt.

## Kalletal
De Duitse gemeente Kalletal is vernoemd naar deze rivier.
- Virtual International Authority File: 911154380904430290025